# Паван Кумар Чамлінґ
Паван Кумар Чамлінґ (англ. Pawan Kumar Chamling) — індійський політик, прем'єр-міністр штату Сіккім (з 1994 року), засновник і президент партії Сіккімський демократичний фронт.
Зайнявся політикою в 1973 року на хвилі студентського руху. У 1978—1984 роках очолював партію Конгрес Сіккім Праджатантра, яка на виборах 1979 року отримала 15,76 % голосів і чотири місця в Законодавчих зборах. Потім перейшов в правлячу тоді партію Сіккім Санграм Парішад, в 1993 році заснував партію Сіккімський демократичний фронт, яка послідовно виграла вибори 1994, 1999 і 2004 років.